# Девятый пассажир
«Девя́тый пассажи́р» (англ. The Ninth Passenger) — художественный фильм по роману Swim Rat Swim (1960) Джека Коуффера (Jack Couffer) в жанре триллера режиссёра Йана Пфаффа, главные роли в котором исполняют Алексия Фэст, Джесси Меткалф и Синта Лора Киль.
Фильм снят в Ванкувере (Канада).

## Сюжет
Группа распутных студентов отправляется на роскошную яхту, для того чтобы там наброситься друг на друга, когда девятый пассажир начинает убивать их один за другим.

## В ролях
| Актёр           | Роль         |
| --------------- | ------------ |
| Алексия Фэст    | Джесс        |
| Джесси Меткалф  | Брэди        |
| Синта Лора Киль | Николь       |
| Тимоти Мёрфи    | Сайлас       |
| Вероника Данн   | Кристи       |
| Сабина Гадеки   | Тина         |
| Том Мэйден      | Ланс         |
| Кори Лардж      | Малколм      |
| Дэвид Хеннесси  | Марти        |
| Селва Дахаб     | Бекки        |
| Джоэл Эхаллиер  | Кукловод     |
| Эрик Робертсон  | сообщник № 2 |

## Критика
Клише-триллер со скучным одномерным сценарием и плоскими диалогами, который, то ли несколько спасает хорошая игра актеров, то ли наоборот, не спасает.